# Communauté d’agglomération d’Épinal (vor 2017)
Die Communauté d’agglomération d’Épinal (vor 2017) ist ein ehemaliger französischer Gemeindeverband mit der Rechtsform einer Communauté d’agglomération im Département Vosges in der Region Grand Est. Der Gemeindeverband wurde am 31. Dezember 2012 gegründet und umfasste 36 Gemeinden. Der Verwaltungssitz befand sich im Ort Golbey.

## Ehemalige Mitgliedsgemeinden
1. Aydoilles
2. Badménil-aux-Bois
3. Bayecourt
4. Capavenir Vosges
5. Chantraine
6. Châtel-sur-Moselle
7. Chaumousey
8. Chavelot
9. Darnieulles
10. Deyvillers
11. Dignonville
12. Dogneville
13. Domèvre-sur-Avière
14. Domèvre-sur-Durbion
15. Dounoux
16. Épinal
17. Fomerey
18. Les Forges
19. Frizon
20. Gigney
21. Girancourt
22. Golbey
23. Igney
24. Jeuxey
25. Longchamp
26. Mazeley
27. Nomexy
28. Pallegney
29. Renauvoid
30. Sanchey
31. Uxegney
32. Uzemain
33. Vaudéville
34. Vaxoncourt
35. Villoncourt
36. Zincourt

## Historische Entwicklung
Der Kommunalverband entstand 1993 als Communauté de communes Épinal-Golbey, um die materiellen Ressourcen der beiden Nachbarstädte Épimal und Golbey zu bündeln und die wirtschaftliche Entwicklung zu koordinieren. 2011 wurde die Communauté de communes in eine Communauté d’agglomération umgewandelt. Am 1. Januar 2012 wurde der Verband auf Empfehlung des Präfekten um viele umliegende Gemeinden erweitert, teilweise sogar gegen den Widerstand einiger Gemeinden und bereits bestehender Kommunalverbände.
Durch die Neuausrichtung des Kommunalverbandes wurden die Verbände
- Communauté de communes CAPAVENIR,
- Communauté de communes Est-Épinal Développement und
- Communauté de communes du Pays d’Olima et du Val d’Avière aufgelöst.

Aus der Communauté de communes de la Moyenne Moselle wurden acht Gemeinden übernommen, die Gemeinden Dounoux und Villoncourt gehörten bisher keinem Gemeindeverband an.
Mit Wirkung vom 1. Januar 2017 fusionierte der Gemeindeverband mit der Communauté de communes de la Vôge vers les Rives de la Moselle und bildete so die Nachfolgeorganisation Communauté d’agglomération d’Épinal, der zeitgleich auch weitere Gemeinden aus anderen Verbänden beitraten. Trotz der Namensgleichheit handelt es sich um eine Neugründung mit anderer Rechtspersönlichkeit.